# Duabanga grandiflora
Espèce
Classification phylogénétique
Duabanga grandiflora est une espèce de plantes à fleurs de la famille des Lythraceae.
C'est un arbre originaire d'Asie tropicale : Chine, Cambodge, Inde, Laos, Malaisie, Birmanie, Thaïlande et Viêt Nam.
Il atteint 30 à 40 mètres de haut. Il vit entre 900 et 1 500 mètres d'altitude, dans les forêts de vallée. Il apprécie aussi des terrains plus ouverts, particulièrement les rives des cours d'eau.

## Synonyme
- Duabanga sonneratioides Buch.-Ham.